# Museo de la Electricidad de Lima
El Museo de la Electricidad es un museo de ciencia, que está situado en la ciudad en Barranco, Lima. Muestra el panorama de la investigación eléctrica en el país.
Fue inaugurado el 9 de agosto de 1994. El museo expone el fenómeno eléctrico, la historia de la electricidad, las fuentes de generación, el ahorro de energía y la evolución de los artefactos eléctricos. Tiene 6 salas de exposición.